# جاذبه‌های گردشگری استان مازندران

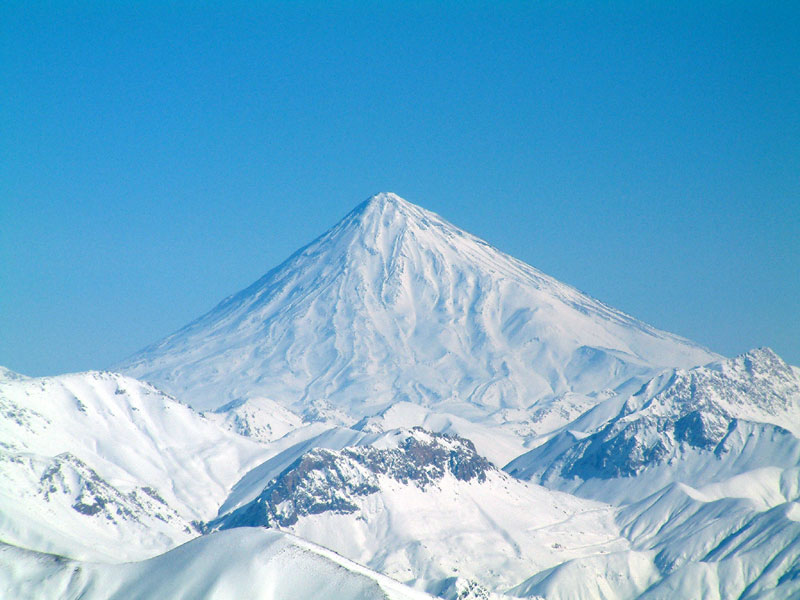
دماوند

فهرست جاذبه‌های گردشگری استان مازندران

## جاذبه‌های فرهنگی و جاذبه‌های تاریخی

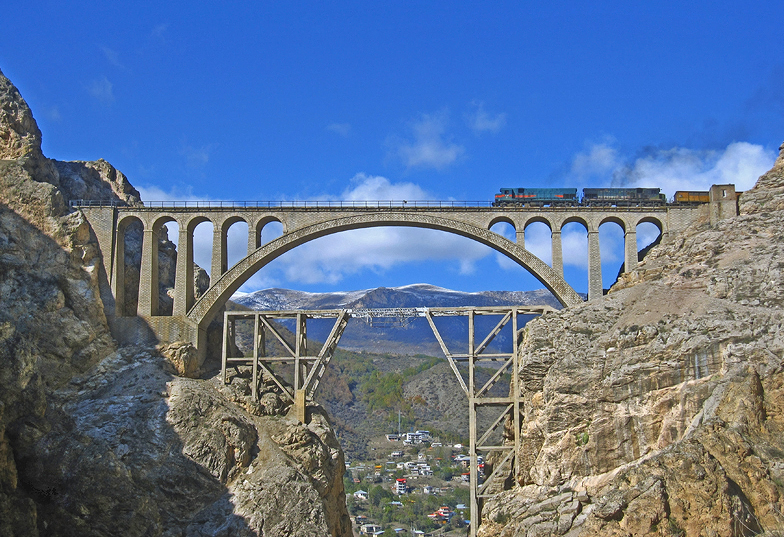
پل ورسک در سوادکوه

خانه شهریاری

پل محمد حسن خان بابل

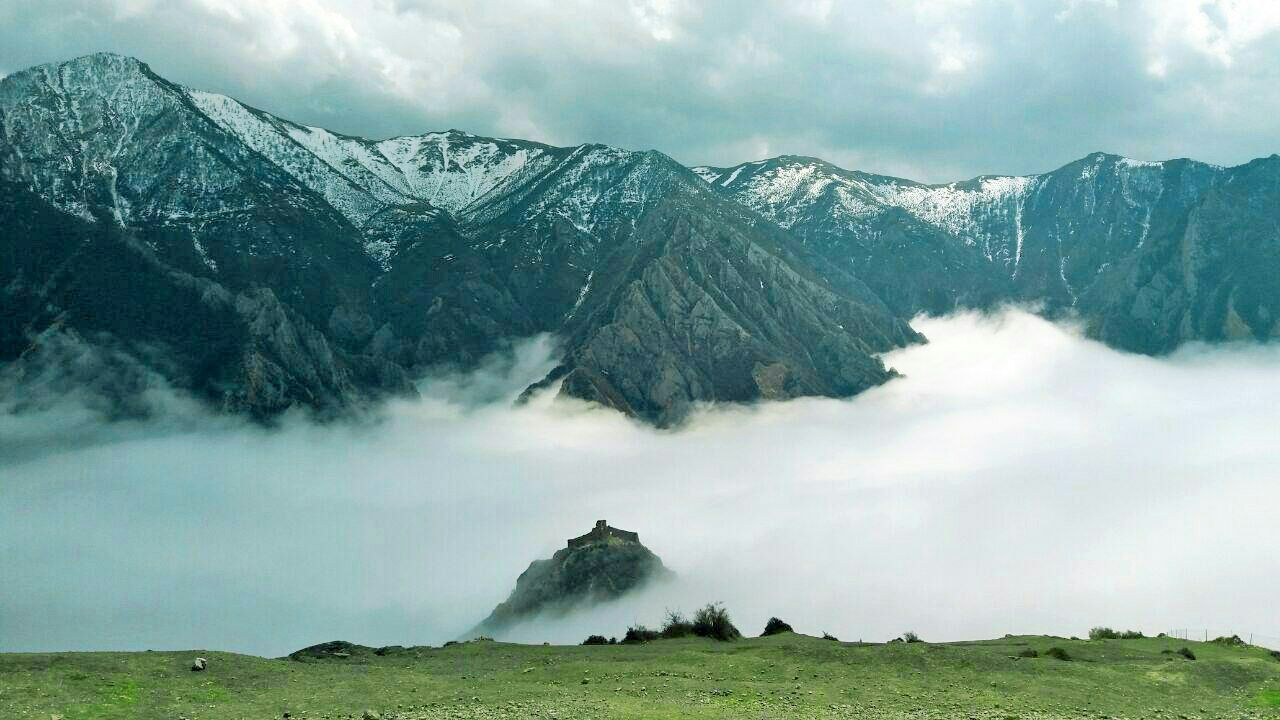
نمایی زیبا از قلعه کنگلو

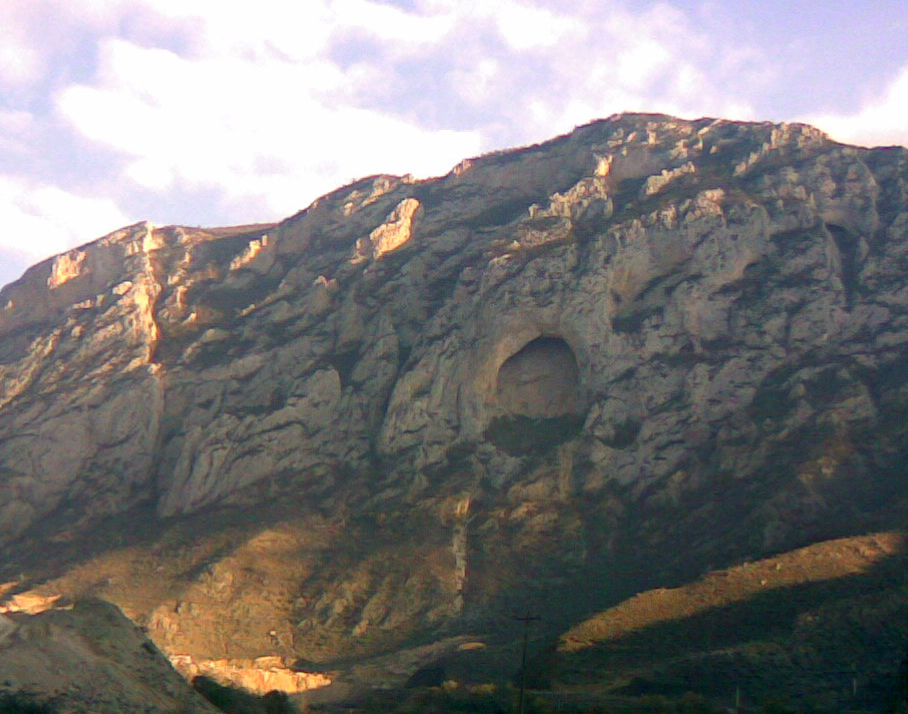
غار اسپهبد خورشید سوادکوه

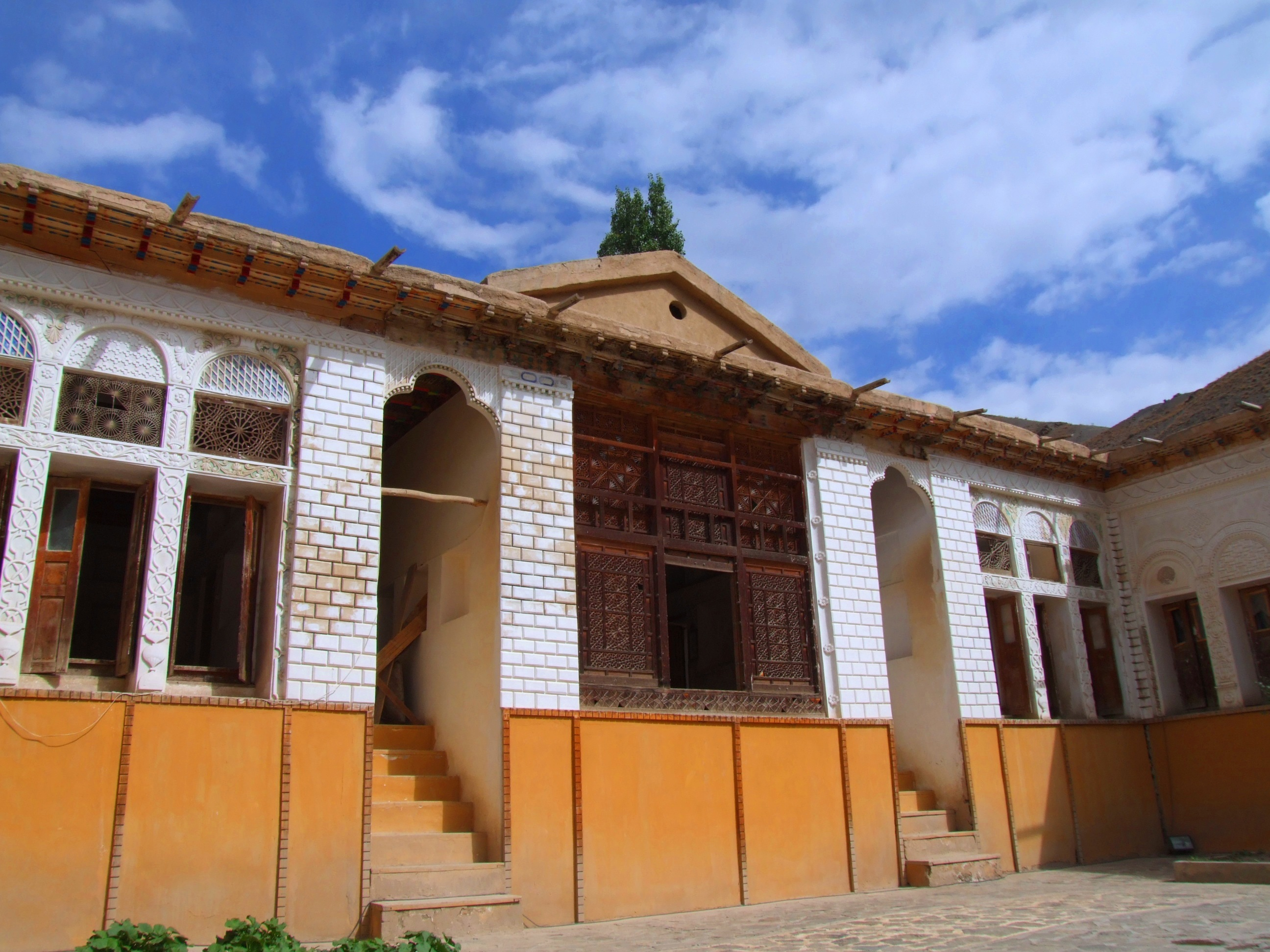
خانه نیما یوشیج

برج دیدبانی بابل

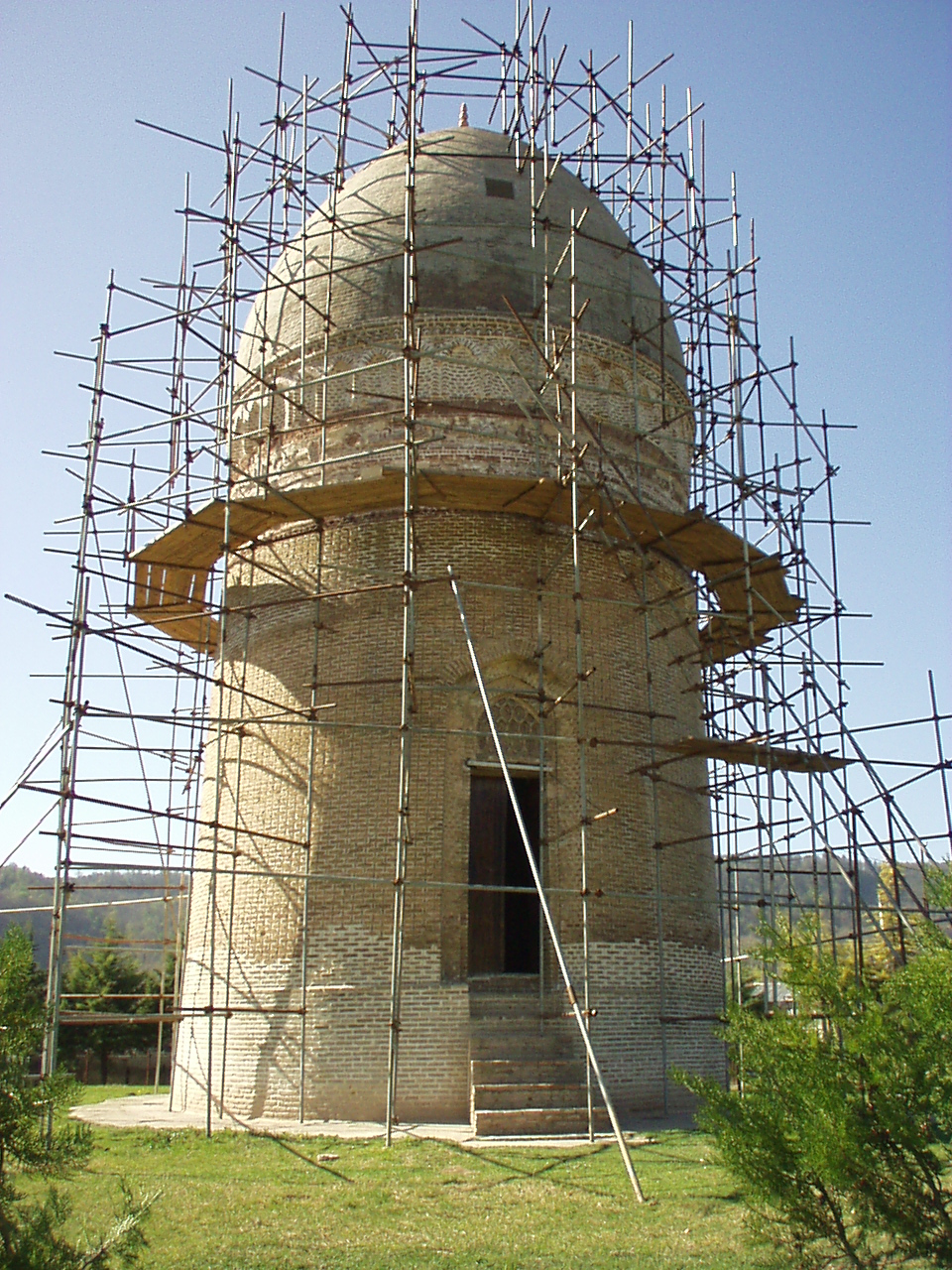
برج لاجیم

باغ شاه

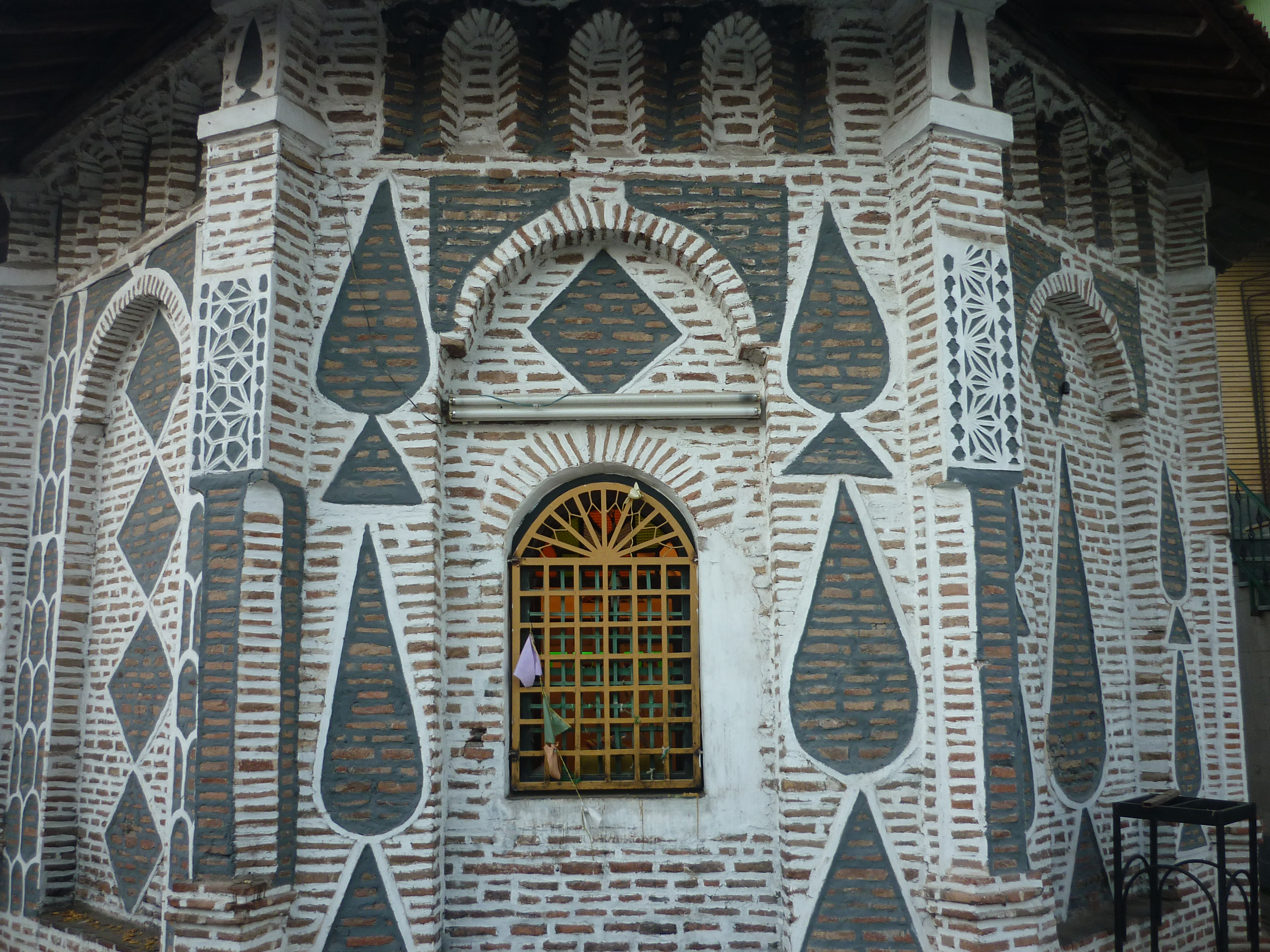
امامزاده قاسم آمل

- باغ عباس‌آباد
- مشهد میر بزرگ
- گوهرتپه
- روستا لرگان
- روستا کندلوس
- آرامگاه میر حیدر آملی
- دخمه سنگی کافر کلی
- پل دوازده چشمه
- برج رسکت
- غار اسپهبد خورشید
- مجموعه تاریخی فرح‌آباد
- حمام فرح‌آباد
- تپه قلایا قلعه کتی
- خانه نیما یوشیج
- عروس چشمه تنهاکلا(بابل)
- حمام وزیری
- پل چشمه کیله
- پل هفتصد و هشتاد و یک
- خانه کلبادی
- اطرب
- برج لاجیم

- سه گنبدان
- برج سلطان زین العابدین مرعشی
- امامزاده عباس
- پل محمدحسن‌خانبابل
- آرامگاه ناصرالحق
- کاخ شاپور
- بازار قدیم آمل
- گورستان سفید چاه
- خانه شهریاری
- آتشکده کوسان

- پل ورسک
- غارهای رستم کلا
- پل شاپور
- تپه شورکا
- پل چشمه کیله
- غار هوتو کمربند

- باغ چهلستون بهشهر
- عمارت شهرداری تنکابن
- قلعه سفید
- پل معلق بابلسر
- نقش برجسته شکل شاه
- قلعه کنگلو
- چشمه عمارت

- بانک ملی ساری
- پل تجن
- خانه رمدانی
- مسجد امیراسعد
- غار سیاه پور امیری
- برج دیده بانی شروین باوند
- مجموعه پل‌های راه‌آهن سوادکوه
- کلیسای سرخ‌آباد
- قلعه پیش
- امامزاده هفت تنان
- محوطه و گورستان جیر لپه دشت
- حمام قدیم میرزا یوسف
- آب‌انبار میرزا مهدی

- تپه تیموری
- تپه شاه‌نشین ساری
- برج دیدبانی کاخ بابل
- کاخ جهان‌نما
- بنای سنگی کوره سر
- پل دو دهانه خشت نو
- غار آب اسک
- آرامگاه سید حسن
- آرامگاه شاه بانو زاهد آملی
- تپهٔ گیان
- برج دیدبانی بابل

- برج هشتل
- قلعه‌گردن
- تپه جانب
- پل معلق آمل
- آتشکده آمل
- فیل سنگی
- روستای فیلبند بابل
- شیر سنگی
- قلعه ملک بهمن
- قلعه تمیشان
- کاخ نور
- کیجا پل
- برج هشتل
- قلعه پولاد
- مقابر سلاطین استندار
- کاخ مرمر رامسر
- ساختمان فرمانداری رامسر
- هتل قدیم رامسر
- تنگه بند بریده
- ملک جوی (کانال)
- قلعه کتی ابوالحسن کلا
- تپه قلعه کش
- قلعه گردن
- قلعه دختر
- قلعه سنگی
- برج‌های گبری
- تپه عیسی کتی
- هتل بنیاد پهلوی
- آرامگاه درویش علم بازی
- کاخ چای‌خوران

- تپه کلار
- تخت فریدون
- پل سنگی
- کاروانسرای گدوک
- ساختمان دارائی
- حمام شیخ موسی
- حمام لمراسک
- گورستان نیلا
- خانه شهریاری
- قلعه کهرود

- کیجا پل
- تپه هزاره
- دو هزار
- پلور
- تکیه پهنکلا
- تپه یوزباشی
- تپه قائمشهر
- مجموعه بناهای افغان نژاد
- تپه امیرکلا
- قلعه فرنگیس
- خانه منوچهری
- خانه اربابی
- خانه حاج ملا حسن
- بقعه شمس آل رسول
- تپه قلعه کتی
- برج سی شاهاندشت
- پل آجری خرما کلا
- محوطه پیر درویش
- تپه سنگر (شاه نشین)

- کاخ شهرداری
- کاروانسرای تنگ سفید آب
- تپه کوتر دین
- کاروانسرای کمبوج (گامبوش)
- سه خط طلا
- تونل گدوک
- تپه‌های میر بزار
- مجموعه بناهای نجفی
- قلعه ملک کیومرث

### جاذبه‌های مذهبی
- امامزاده اطرب
- امامزادگان پنج تن ارم نکا
- امامزاده یحیی ساری
- امامزاده عباس ساری
- امامزاده عبدالله آمل
- امامزاده ابراهیم بابلسر
- حسینیه آمل
- حسینیه ساری
- قدمگاه خضر
- مسجد جامع آمل
- مسجد جامع بابل
- مسجد جامع ساری
- مسجد امام حسن عسگری
- مسجد مولانا
- مسجد محدثین
- مسجد آقا عباس
- مسجد سیدالعلما

- مسجد چهارسوق بابل
- مسجد جامع بلده
- بنای امامزاده محمد طاهر
- آرامگاه ملا محمد شهرآشوب
- آرامگاه درویش فخرالدین

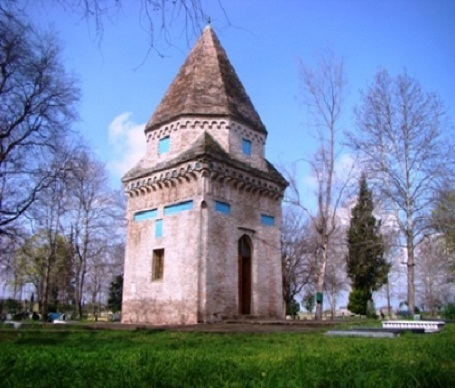
سید زرین نوا قائمشهر

- آرامگاه امامزاده سید علی کیا سلطان
- امامزاده سید ابوصالح
- آرامگاه امامزاده سید محمد زرین نوا

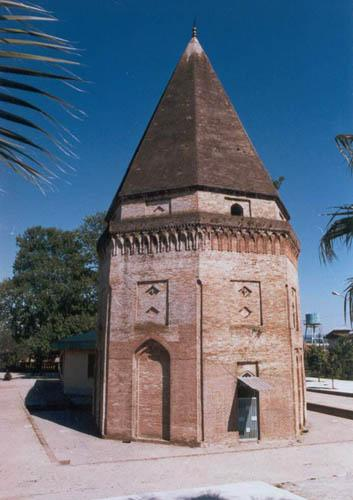
امامزاده عباس ساری

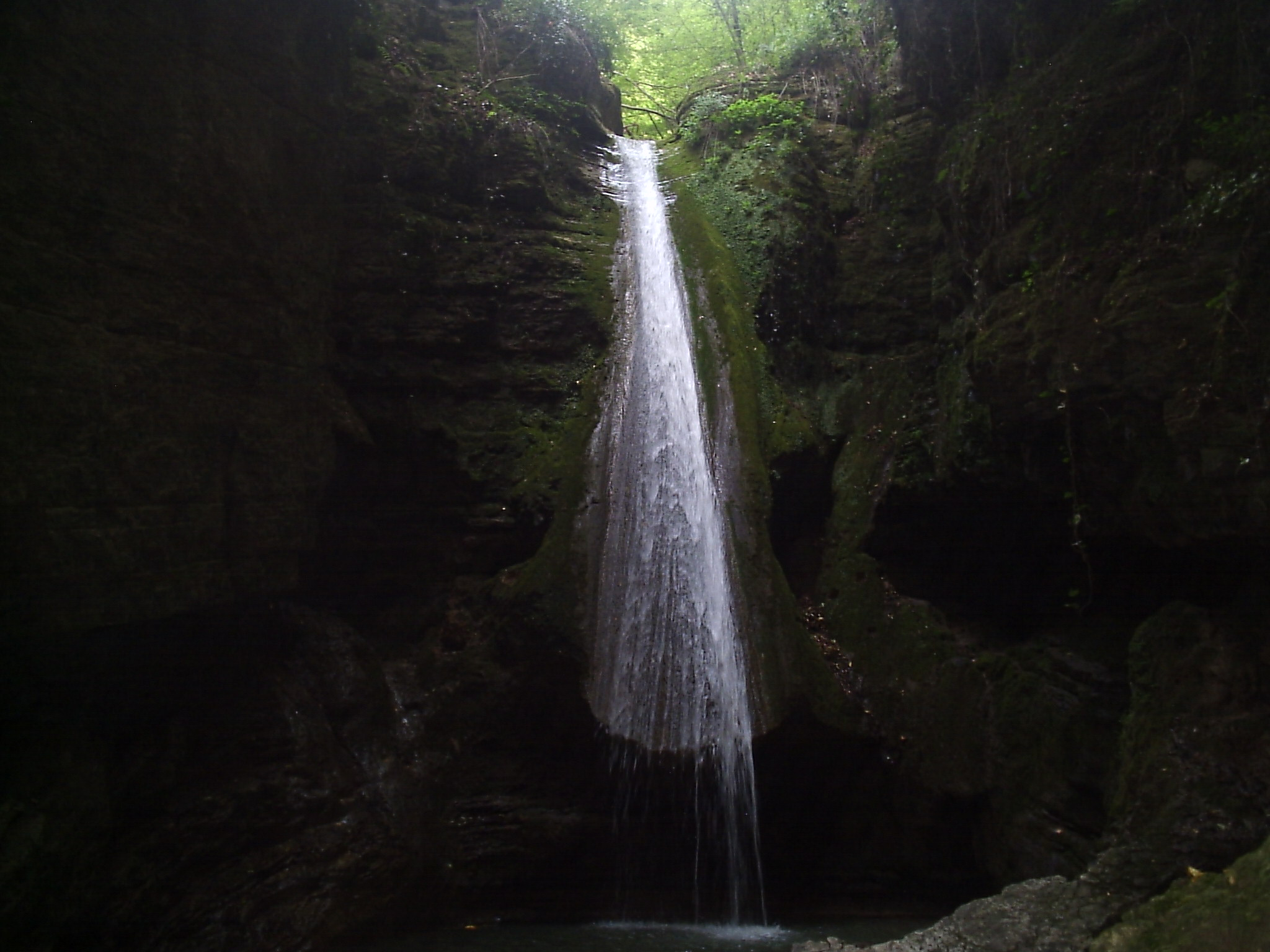
آبشار سنگ نو

سقانفار تکیه پهنه کلا

- امامزاده قاسم آمل
- امامزاده تاج الدین
- امامزاده ابراهیم

- امامزاده سید عبدالوافی کلارآباد
- امامزاده هاشم آمل
- امامزاده سید اسکندر
- امامزاده عبدالله پایین کولا
- امامزاده قاسم عیسی خندق
- امامزاده علم بازی
- امامزاده سرست
- تکیه تاکر نور
- تکیه پیرعلم
- تکیه حصیر فروشان

سقانفارها
- سقانفار تنهاکلا(بابل)
- سقانفار هندوکلا
- سقانفار کیجا
- سقانفار تلیگران
- سقانفار فیروزجا
- سقانفار کبودکلا

- سقانفار قادیکلا
- سقانفار آرمیج کلا
- سقانفار کیجا تکیه

## جاذبه‌های طبیعی
- دماوند
- دهستان زیبا و توریستی و آبگرم لاویج

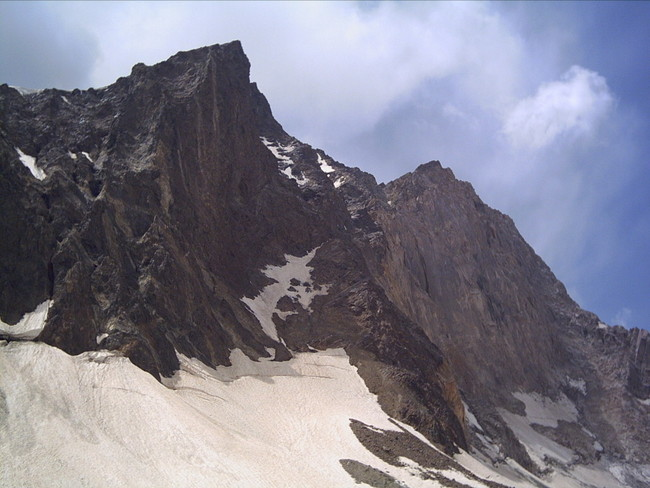
علم کوه

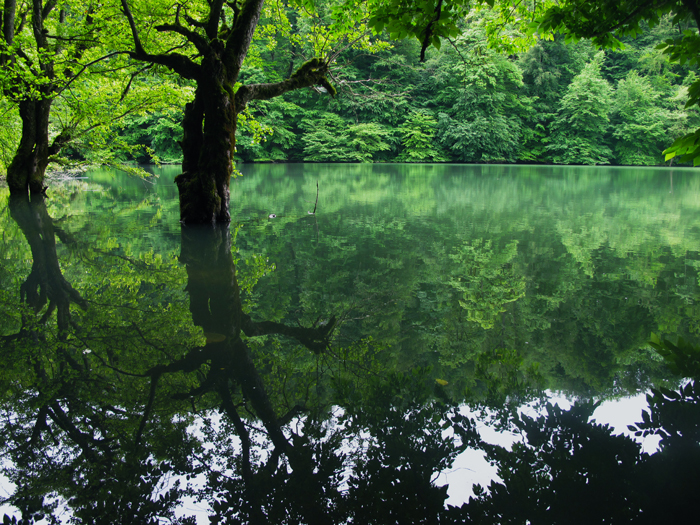
دریاچه میانشه

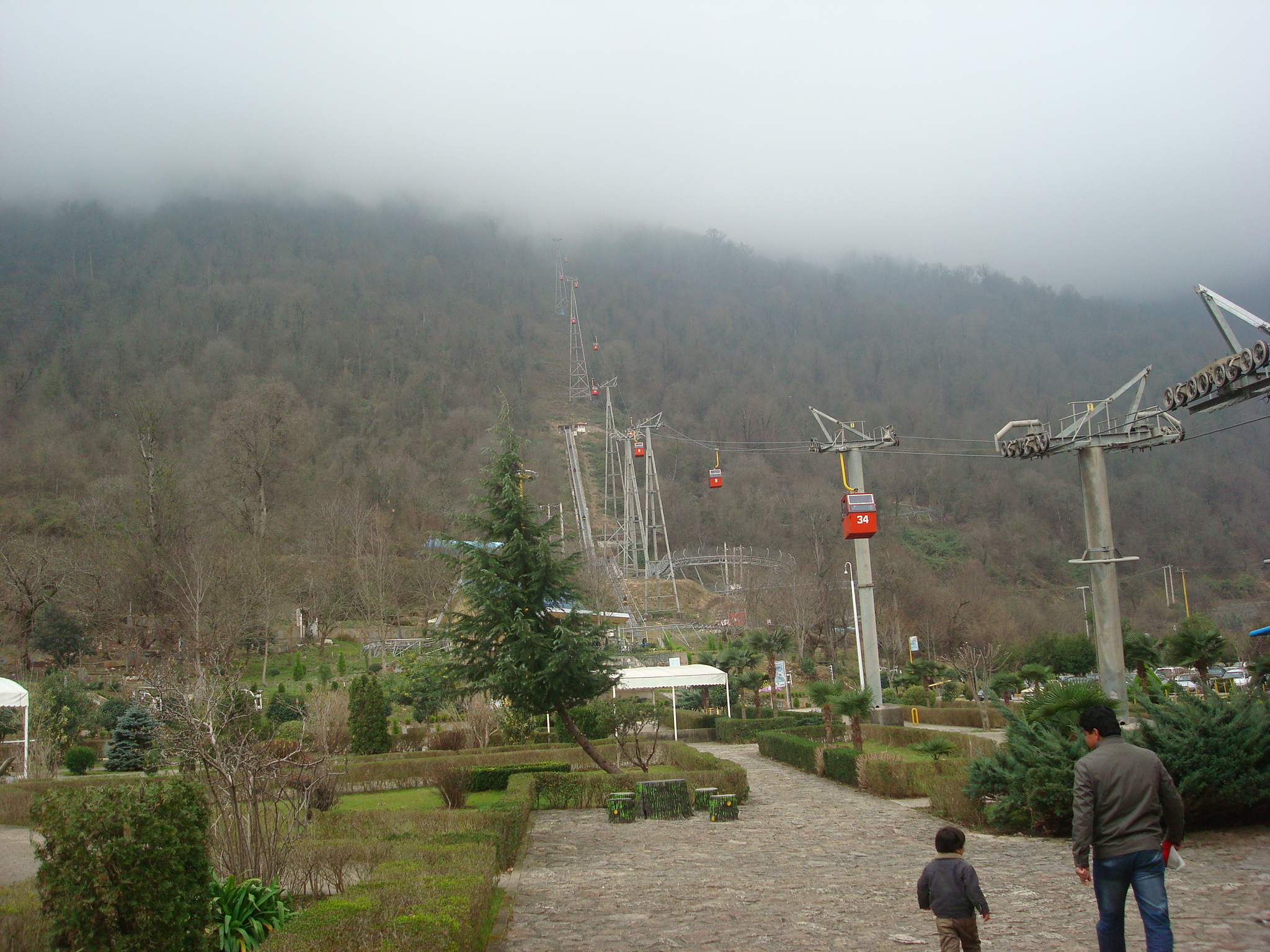
نمک آبرود

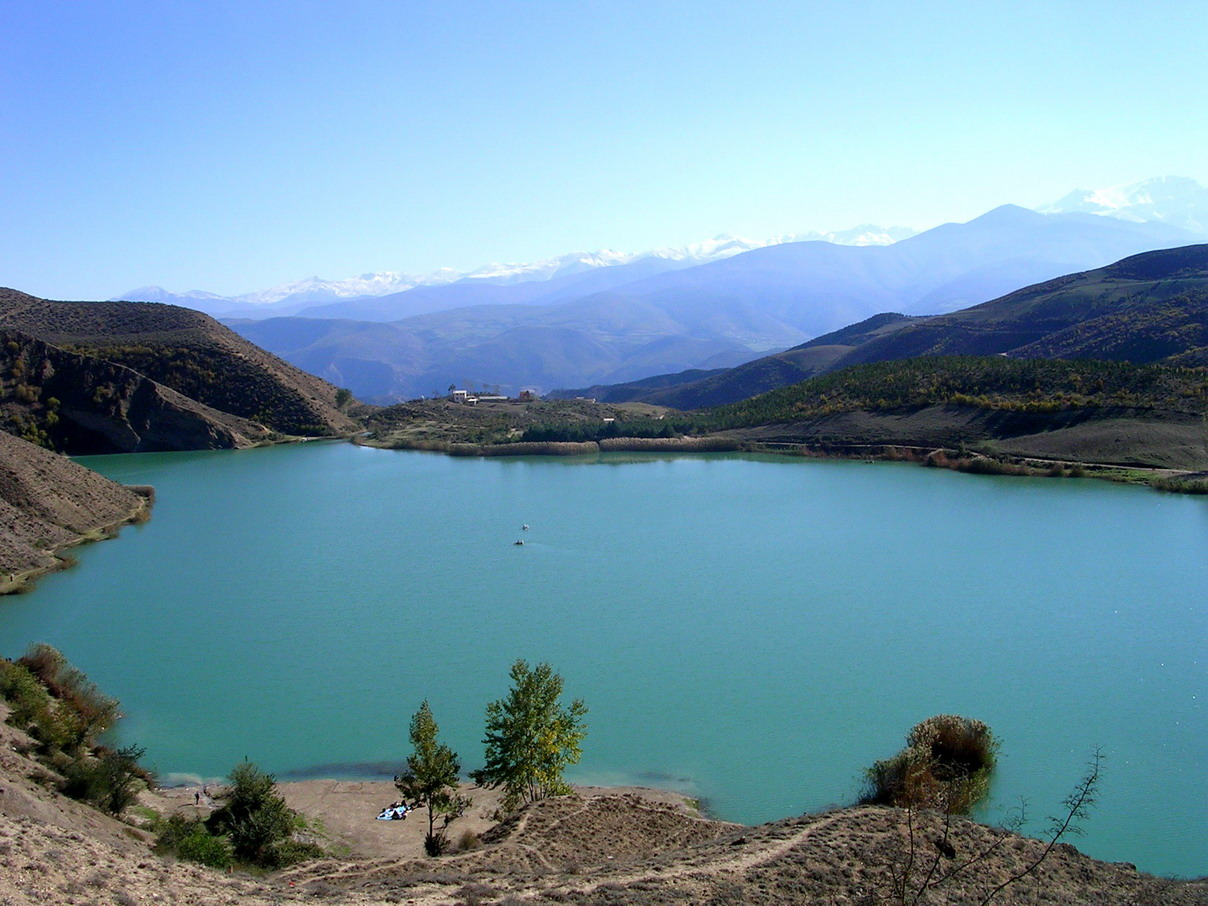
دریاچه ولشت

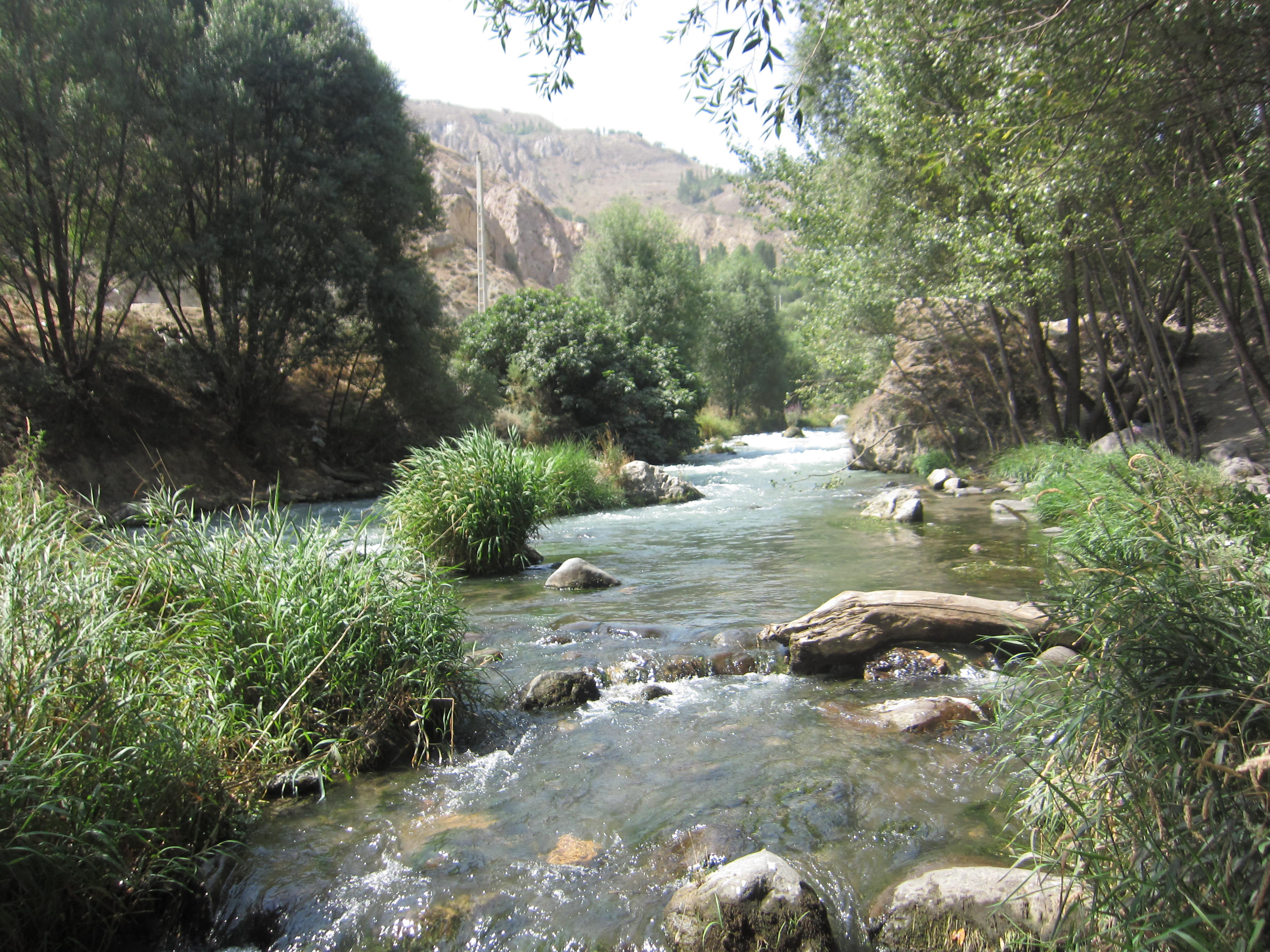
رود هراز

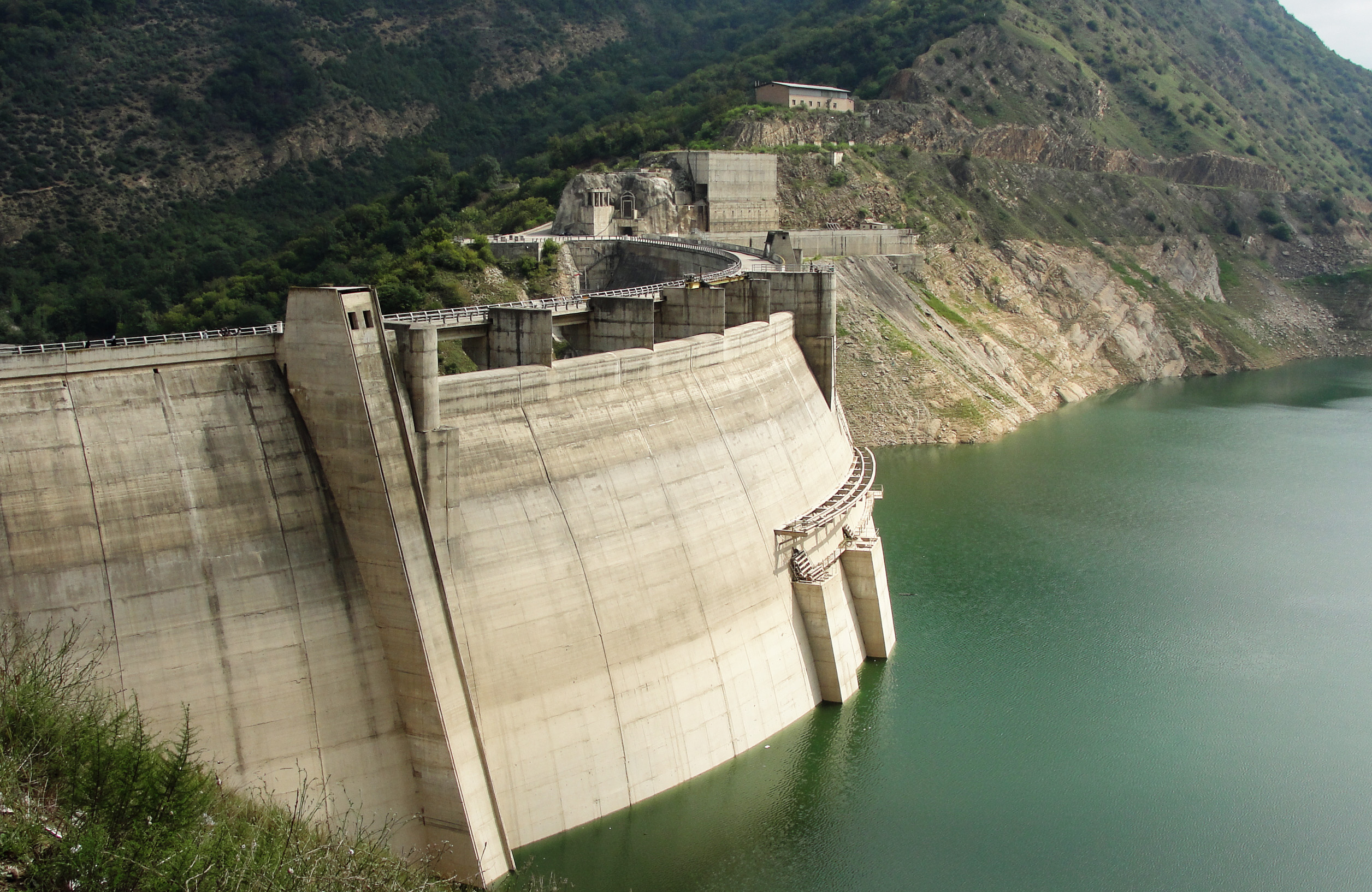
سد سلیمان تنگه (رجایی)

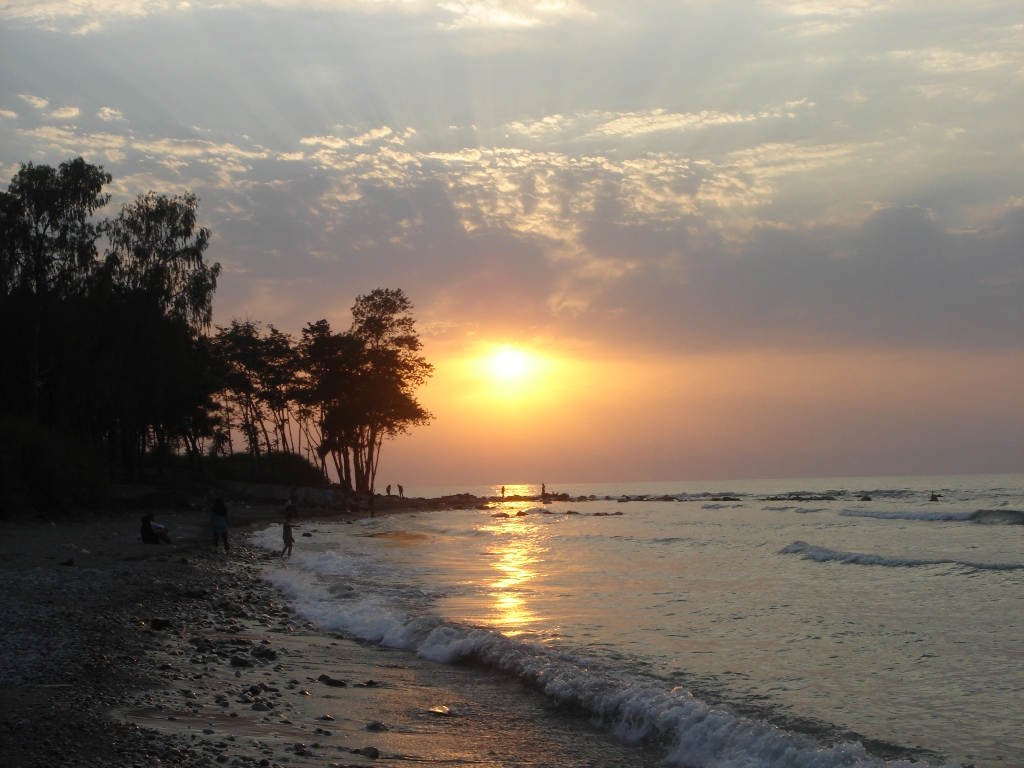
ساحل پارک جنگلی سیسنگان

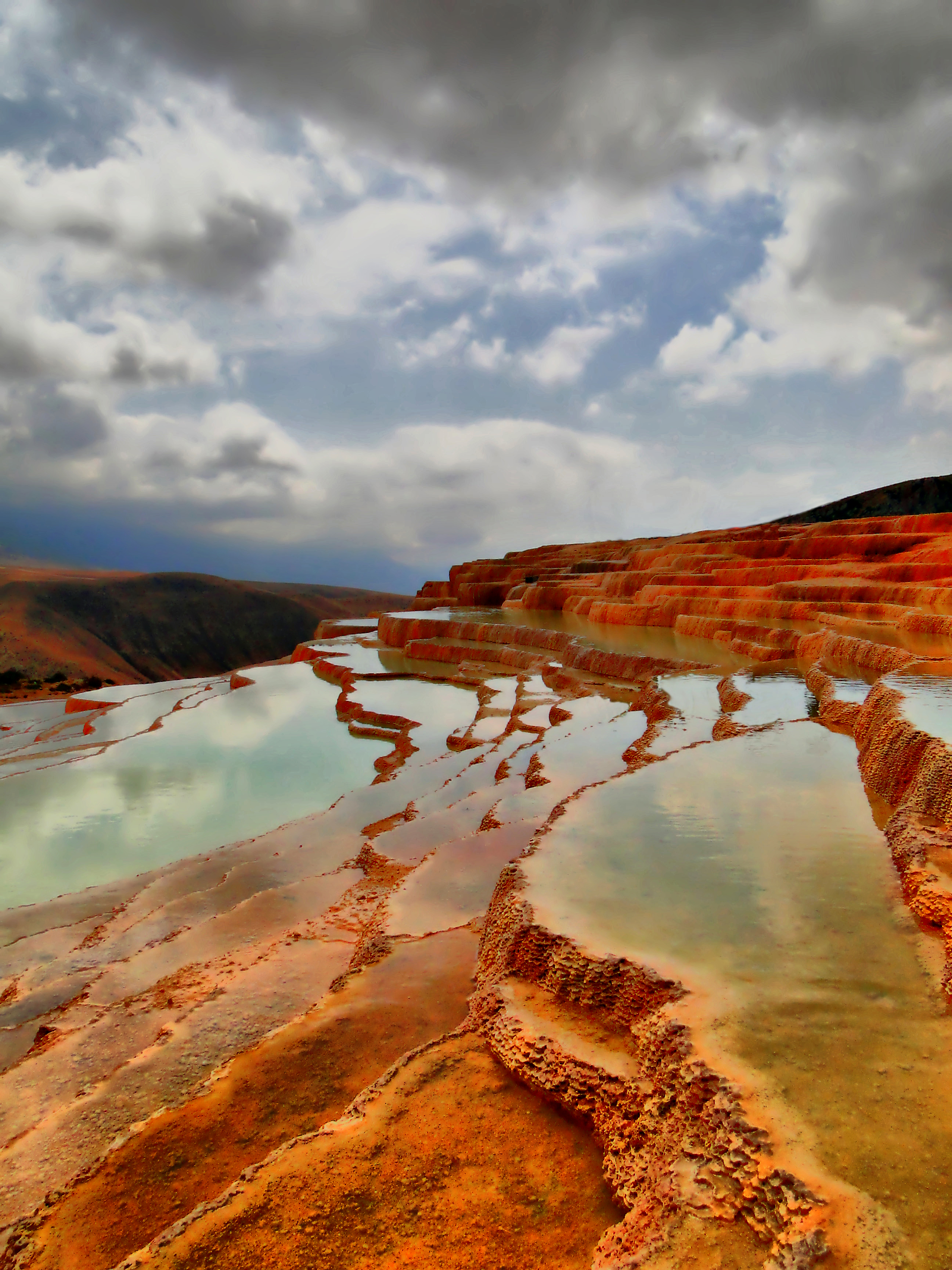
باداب سورت

- باداب سورت
- پارک ملی لار
- علم کوه
- سد لار
- آبشار گردوک -کلاردشت
- جنگل بلیران
- قله امیری
- غار دانیال
- آبگرم لاریجان

- آبگرم استرابکوه
- آبشار ترا
- آبشار یخی
- آبشار امیری
- آبشار پرومد

- آبشار آب پری
- آبشار نجار
- پارک نمونه گردشگری پایین‌لموک
- آبشار شاهاندشت
- آبشار لار
- هراز (رود)
- الیمستان
- آبشار قلعه دختر
- آبشار برز
- آبشار تیرکن
- هفت آبشار بابل
- آبشار اسپه او
- آبشار اسله
- آبشار گوزو
- آبشار سنگ نو
- آبشار ایج

- آبشار آکاپل کلاردشت
- آبشار هریجان
- آبشار هفت چشمه چالوس
- آبشار جواهرده
- آبشار هفت سنگ ساری
- آبشار سنگ‌درکا
- آبشار سواسره
- بوستان جنگلی چالدره
- آبشار سنگده
- آبشار کیاسر

- دریاچه ولشت
- پارک جنگلی کشپل
- دریاچه شورمست
- سد و دریاچه الیمالات
- دریاچه ساهون
- آمولو
- چشمه آب معدنی قرمرض
- دشت و آبشار دریوک

- سد شهید رجایی
- آبشار یخی
- آبشار چلندر
- پارک جنگلی چالدره
- دشت ناز
- جواهرده
- کنگلو
- بابلرود
- شکارگاه‌های امیری
- تالار (رود)
- دریا چه خضر نبی
- رودخانه چالوس
- آبشار ایج یا ده قلوه
- آبشار آلامل
- شبه جزیره میانکاله
- پارک جنگلی شهید زارع
- کاعون
- کوه بلور
- چشمه رامسر
- آبشار لفور
- زیارو
- دریاچه میانشه

- جنگل شیاده
- چشمه آب گرم آرزو
- سد البرز
- مجموعه توریستی بابلسر
- پارک طلایی
- دریاچه الیمالات
- منطقه نوا و آب اسک
- آبشار هریجان

- آبشار تیرکن
- سد آویدر
- پارک جنگلی میرزا کوچک خان

## جاذبه‌های رفاهی
- نمک آبرود
- مجموعه پلاژ نوشهر
- هتل نارنجستان
- مجموعه نارنجستان هراز
- مجموعه خزر محمودآباد
- بازارچه بزرگ ماهی

## موزه‌ها
- موزه ساری
- موزه بابل
- موزه کندلوس
- موزه خزر چالوس
- موزه تاریخ آمل
- موزه خشکه‌داران

- آبشار پلنگ دره سوادکوه
- جنگل بکر دالیخانی رامسر (دالان بهشت)
- هفت حوض سوادکوه
- آبگیر گتو شیرگاه
- دماوند
- روستا لرگان
- روستا کندلوس
- جاده هراز و جاده چالوس
- کاخ شاه در رامسر
- میدان ساعت ساری
- منطقه شورچال گلوگاه
- امامزاده عباس
- شهرک خزرشهر فریدونکنار
- قلعه لاجیم در سوادکوه
- تله کابین رامسر
- قلعه پولاد نور
- آبشار سنگ نو آبشار گزو
- بازار قدیم آمل
- قلعه کنگلو
- پل دوازده چشمه
- آرامگاه سه سید (میر حیدرآملی)
- آرامگاه شاه رضا کیا سلطان
- آب پری
- آبشار هریجان
- سیسنگان نوشهر
- مجموعه باغ صفوی
- قلعه مارکوه رامسر
- باداب سورت
- مجموعه عباس‌آباد بهشهر
- مسجد جامع آمل
- موزه تاریخ طبیعی خشکه‌داران
- منطقه توریستی و تاریخی الیمستان و بلیران آمل
- موزه کندلوس
- ییلاق جواهرده رامسر
- مجموعه تاریخی فرح‌آباد
- آبگرم لاریجان
- آب معدنی قرمرض
- آرامگاه شیخ طبرسی
- آلاشت
- پارک جنگلی نور و آمل و ساری و قائمشهر
- باغ عباس‌آباد
- پارک جنگلی چالدره
- پارک جنگلی سی‌سنگان
- تکیه پهنه کلا
- پارک ملی دشت ناز
- آرامگاه حبیب محبیان رامسر
- پارک نمونه گردشگری پایین لموک
- پل راه‌آهن ورسک
- پل محمدحسن‌خان
- تله‌کابین نمک‌آبرود
- جواهرده
- دشت شقایق پلور دماوند
- خانه نیما یوشیج
- خشت‌پل
- نمک‌آبرود
- تپه شورکا
- حمام اشرف السلطان
- گورستان سفید چال
- قلعه کیومرث
- پل ورسک
- سه خط طلا
- گردنه گدوک
- تونل گدوک
- کاروانسرای گدوک
- سقانفار کیجا
- دریاچه سد الیمالات
- پارک جنگلی کشپل
- چشمه آب معدنی قرمرض
- جواهرده
- دریاچه میانشه
- سد البرز
- دشت و آبشار دریوک
- پارک ملی لار
- آبشار یخی
- هفت آبشار بابل
- آبشار ایج
- دریاچه ولشت
- سد خاکی آویدر
- چشمه عمارت بهشهر
- برج آرامگاهی امامزاده طاهر مطهر کجور
- قلعه ملک بهمن
- آبشار شاهاندشت
- برج رسکت
- برج باوند
- چلاو و سنگچال
- شکل شاه
- بندر امیرآباد
- برجهای آهودشت
- پایگاه موزه گوهرتپه
- لفورک
- باغ پرندگان فریدونکنار
- خرابه‌های شهر و قلعه ناتل
- سد لار
- فرح آباد
- آتشکده
- آبگرم‌های معدنی رامسر
- دخمه‌های سنگی کافر کلی پلمون
- علم‌کوه
- غار کمربند
- قلعه گردن
- موزه بابل
- هتل قدیم رامسر
- آتشکده آمل
- کاخ چالوس
- تپه قائمشهر
- هتل کازینو بابلسر
- جواهرده رامسر
- امامزاده عبدالله
- میانکاله
- علم کوه
- دریاچه ولشت
- دو هزار
- هتل قدیم و جدید رامسر
- آبهای معدنی رامسر
- اشکورات رامسر
- کاخ شاه
- ییلاقات رامسر و آمل
- پارک‌های جنگلی رامسر
- کلاردشت جاده و جنگل منتهی به آن
- تنگ دار نوشهر
- دروازه قلب نوشهر
- جنگل بندپی نوشهر
- دریاچه فراخین نوشهر
- آبشارهای دارنو نوشهر
- جاده معدن نوشهر
- حمام دیو نمک آبرود
- دریاچه ارواح نوشهر
- آبشار اوپاچ زانوس نوشهر
- باغ اکولوژی نوشهر
- دریاچه خضر نبی نوشهر
- آبشار خیرود نوشهر
- مرداب هسل چالوس